# Mamoa das Madorras
La Mamoa das Madorras est un dolmen situé dans la freguesia de São Martinho de Anta e Paradela de Guiães (pt), sur le territoire de la municipalité de Sabrosa (district de Vila Real, Portugal),. 
Le mot mamoa (pt) est utilisé dans le nord-ouest de la péninsule ibérique pour désigner les tumulus funéraires caractéristiques du Néolithique.
Le monument mégalithique ne fait l'objet d'aucun classement de protection .

## Description
Bien que découverte par Albino dos Santos Pereira en 1912, la Mamoa das Madorras n'a fait l'objet de recherches archéologiques qu'entre 1983 et 1988, sous la direction d'António Alberto Huet de Bacelar Gonçalves. C'est un dolmen à couloir constitué d'une chambre funéraire polygonale composé de trois orthostates de chaque côté.
Ces recherches ont permis d'attribuer avec une certaine précision ce monument funéraire mégalithique au Néolithique final et à l'âge du bronze ancien, et d'identifier un ensemble considérable d'artefacts, essentiellement constitué de fragments de céramique, de lames de pierre, de perles de collier en schiste, ainsi que de quelques exemples appartenant à l'univers des « idoles ».

## Galerie

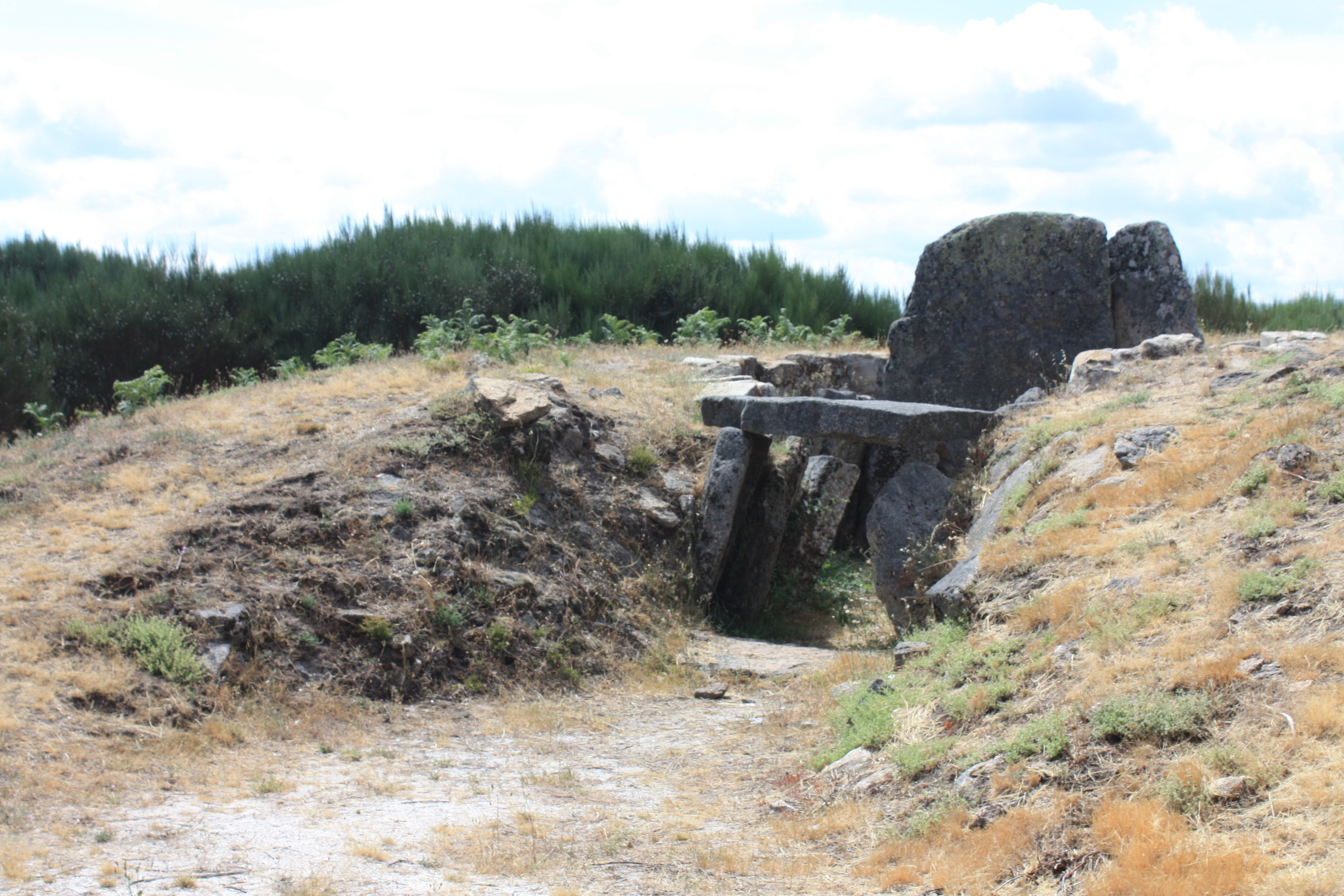
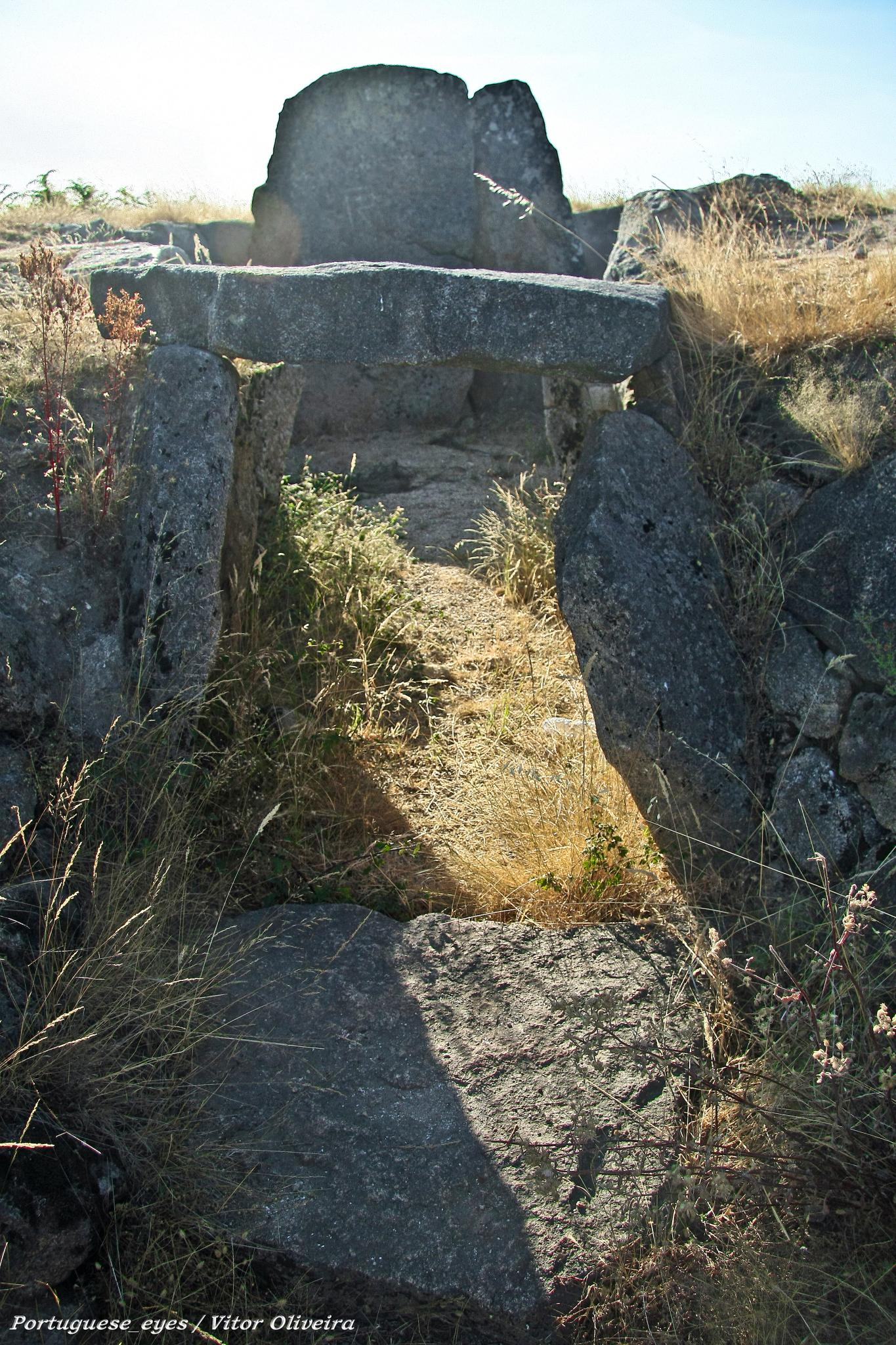